# Far East Movement
Far East Movement (stilisiert Far⋆East Movement, abgekürzt FM) (deutsch etwa: Fernost-Bewegung) ist ein US-amerikanisches Electro-, Hip-Hop- und Dance-Trio, das 2003 in Los Angeles, Kalifornien gegründet wurde. Die Gründungs- und aktuellen Mitglieder sind Kev Nish, Prohgress und DJ Virman. Der Name der Band spielt auf deren asiatische Wurzeln in verschiedenen Ländern Ostasiens an, nämlich China, Japan, Korea und Philippinen. Erste Bekanntheit erlangte die Band mit dem Lied Round Round, das im Soundtrack des Films The Fast and the Furious: Tokyo Drift enthalten war. In der Folgezeit waren Songs der Gruppe in mehreren amerikanischen Serien, wie CSI: Miami, CSI: NY und Entourage zu hören. Der kommerzielle Durchbruch gelang der Band im Jahr 2010 mit der Single und Nummer-eins-Hit Like a G6.

## Geschichte

### 2003–2007:Folk Music
Die Gründungsmitglieder Kevin Nishimura, James Roh und Jae Choung wuchsen in Koreatown in Los Angeles, Kalifornien auf. Das damalige Trio promotete seine Musik zunächst online und trat in lokalen Clubs in Los Angeles auf. Nachdem sie 2001 als Emcee's Anonymous ihre musikalische Karriere begonnen hatten, benannten sie sich später in Far East Movement und nahmen einen gleichnamigen Song auf. Im Jahr 2003 organisierten sie eine Wohltätigkeitsveranstaltung mit dem Namen Movementality in Koreatown, Los Angeles, deren Einnahmen einem Jugendzentrum für Drogentherapie zugutekam.
Ihr erstes Studioalbum mit dem Titel Folk Music veröffentlichte die Gruppe im Frühjahr 2006. Der Erfolg der Single Round Round, die im Film The Fast and the Furious: Tokyo Drift verwendet wurde, gab den Ausschlag für den Beginn der musikalischen Karriere der Band. Es folgten Konzerte in den USA, Südamerika, Kanada und Asien, zudem schloss die Band Plattenverträge in Japan und Korea mit den Unternehmen Avex Network und JF Productions. 2007 nahm die Gruppe das Lied Seniation für den Soundtrack des Films Finishing the Game auf. Später veröffentlichten sie die Single You’ve Got A Friend feat. Lil Rob und Baby Bash, die als erstes ihrer Lieder von den großen amerikanischen Radiosendern gespielt wurde.

### 2008–2009: DJ Virman und das AlbumAnimal
DJ Virman, ein DJ der Radiostation Power 106 aus Los Angeles, trat der Gruppe im Jahr 2008 bei und wurde ihr offizieller DJ. Ende 2008 folgte die Veröffentlichung des zweiten Albums Animal. Es enthielt die drei Singleauskopplungen “You’ve Got A Friend”, “Lowridin” und “Girls On The Dance Floor.” Vor allem letztere wurde häufig auf amerikanischen Radiosendern gespielt, der Charterfolg blieb jedoch zunächst aus. Girls on the Dance Floor wurde zudem über 5 Millionen Mal bei Myspace angehört, das dazugehörige Musikvideo wurde über eine Million Mal bei YouTube aufgerufen. Die Single wurde außerdem von mehreren Gruppen im Finale der vierten Staffel der MTV-Serie America's Best Dance Crew benutzt. Das Animal Album enthält Kollaborationen mit The Stereotypes, Lil Rob, Baby Bash, Bruno Mars, Wiz Khalifa, Bionik, 24/8, IZ, DB Tonik und Jah Free. Musik des Albums war in dem Film Männertrip, in FOXs So You Think You Can Dance und der Serie CSI: Miami enthalten. Die Single Dance Like Michael Jackson wurde in der Serie Gossip Girl verwendet.
Im Jahr 2009 trat die Band beim Power 106's Powerhouse 2009 auf, einem großen Hip-Hop-Konzert in Los Angeles, wo gleichzeitig Hip-Hop-Größen wie Jay-Z, Kid Cudi, Sean Paul, New Boyz, Pitbull, Lil Jon, LMFAO, Ya Boy, Flo Rida und die The Black Eyed Peas auftraten. Der Bekleidungshersteller Orisue unterstützte Far East Movement beim Musikvideo für ihre Single Lowridin. Die Band absolvierte 2009 insgesamt mehrere Auftritte in den USA, darunter in Los Angeles, Hollywood, San Francisco und New York City.
Ein Mixtape mit dem Titel Party Animal wurde am ersten Tag der Party Rock Tour der Band veröffentlicht. Auf dem Mixtape wirkten unter anderem LMFAO, Shwayze, Paradiso Girls und Space Cowboy mit. Die zwei Singles Girls on the Dance Floor und 2 is Better w/ Ya Boy wurden vielfach auf amerikanischen Radiosendern gespielt.

### Seit 2010: Cherrytree/Interscope Records und das AlbumFree Wired– Der kommerzielle Durchbruch
Im Februar 2010 unterschrieb Far East Movement einen Plattenvertrag mit den Plattenlabel Cherrytree Records/Interscope Records. Ted Chung, der Chef von Doggystyle Records, wurde der neue Manager der Gruppe.
Im Frühling 2010 startete die Gruppe eine Tournee mit Robyn, Kelis und Dan Black. In Japan trat das Quartett als Vorgruppe für Lady Gaga auf, die dort ihre The Monster Ball Tour fortführte. Die Lieder Girls on the Dancefloor & Fetish wurden im selben Jahr im Kinofilm Piranha 3D verwendet.
Im August und September 2010 trat die Gruppe bei den ISA-Shows in Los Angeles und New York City auf. Zudem startete die Gruppe im September 2010 mit Mike Posner die Up In The Air Tour durch die USA.
Free Wired ist der Titel ihres ersten kommerziellen Albums bei Cherrytree/Interscope Records und wurde am 12. Oktober 2010 in den USA und Kanada veröffentlicht. Das Album enthält Duette mit Keri Hilson, Lil Jon, Snoop Dogg, Bruno Mars, Mohombi, Colette Carr, Natalia Kills und Ryan Tedder von OneRepublic. Die erste Single aus dem Album heißt "Rocketeer", welche ein Duett mit Ryan Tedder ist.
Ihre Single Like a G6 feat. The Cataracs und Dev brachte dem Quartett den endgültigen Durchbruch in den USA. Die Single erreichte Platz 1 der Billboard Hot 100 und Platz 1 der iTunes-Charts. Die Gruppe ist die erste amerikanische Band asiatischer Abstammung, die Platz 1 der amerikanischen Charts erreichte. Nach der Veröffentlichung von Free Wired beim Hard Rock Cafe in New York City am 12. Oktober 2010 wurde der Band während eines Auftrittes mitgeteilt, dass Like a G6 dank über einer Million verkauften Einheiten mit Platin ausgezeichnet werden würde.
Ab 25. Februar 2011 tritt die Band, neben Calvin Harris, als Vorgruppe für Rihannas zweiten Teil der Last Girl on Earth Tour, bestehend aus neun Konzerten in Australien auf.
Im Februar 2012 erschien die Single Live My Life, für welche der Teenie-Star Justin Bieber als Sänger verpflichtet werden konnte. Das Lied schaffte es in Kanada auf Platz vier der Charts, in Deutschland bis auf Platz acht und in den Vereinigten Staaten auf den Rang 21. Am 18. Mai 2012 erschien ihr viertes Album Dirty Bass.

## Diskografie
Studioalben

| Jahr | Titel      | Höchstplatzierung, Gesamtwochen, AuszeichnungChartplatzierungen (Jahr, Titel, Platzierungen, Wochen, Auszeichnungen, Anmerkungen) | Höchstplatzierung, Gesamtwochen, AuszeichnungChartplatzierungen (Jahr, Titel, Platzierungen, Wochen, Auszeichnungen, Anmerkungen) | Höchstplatzierung, Gesamtwochen, AuszeichnungChartplatzierungen (Jahr, Titel, Platzierungen, Wochen, Auszeichnungen, Anmerkungen) | Höchstplatzierung, Gesamtwochen, AuszeichnungChartplatzierungen (Jahr, Titel, Platzierungen, Wochen, Auszeichnungen, Anmerkungen) | Höchstplatzierung, Gesamtwochen, AuszeichnungChartplatzierungen (Jahr, Titel, Platzierungen, Wochen, Auszeichnungen, Anmerkungen) | Anmerkungen                            |
| Jahr | Titel      | DE | AT | CH | UK | US | Anmerkungen                            |
| ---- | ---------- | --- | --- | --- | --- | --- | -------------------------------------- |
| 2006 | Folk Music | — | — | — | — | — | Erstveröffentlichung: 4. August 2006   |
| 2009 | Animal     | — | — | — | — | — | Erstveröffentlichung: 27. Januar 2009  |
| 2010 | Free Wired | — | — | — | UK63 (1 Wo.)UK | US24 (8 Wo.)US | Erstveröffentlichung: 9. Oktober 2010  |
| 2012 | Dirty Bass | DE95 (1 Wo.)DE | — | CH78 (2 Wo.)CH | — | US190 (1 Wo.)US | Erstveröffentlichung: 18. Mai 2012     |
| 2016 | Identity   | — | — | — | — | — | Erstveröffentlichung: 21. Oktober 2016 |